# Walisische Badmintonmeisterschaft 2024
Die Walisische Badmintonmeisterschaft 2024 startete am 3. Februar 2024 in Deganwy. Nach dem Finale im Dameneinzel wurde die Meisterschaft aufgrund von Hallenproblemen beendet und erst am 28. September Wrexham fortgesetzt.

## Medaillengewinner
| Disziplin    | Gold                                | Silber                        | Bronze                                 |
| ------------ | ----------------------------------- | ----------------------------- | -------------------------------------- |
| Herreneinzel | Daniel Font                         | Tsung Mo                      | Archie Bult                            |
| Herreneinzel | Daniel Font                         | Tsung Mo                      | Dan Kite                               |
| Dameneinzel  | Ishasriya Mekala                    | Jessica Ding                  | Maisie Kite                            |
| Herrendoppel | Daniel Font Andrew Oates            | Jamie Noble Luke Tanner       | Liam Hird Will Melvin                  |
| Herrendoppel | Daniel Font Andrew Oates            | Jamie Noble Luke Tanner       | Mebel Mano Kurian Jewel Mano Varughese |
| Damendoppel  | Saffron Morris Aimie Sarah Whiteman | Terrie Dalton Ellen Liddle    | Georgia Hughes Sammy Hutt              |
| Damendoppel  | Saffron Morris Aimie Sarah Whiteman | Terrie Dalton Ellen Liddle    | Jessica Ding Lucie May Whiteman        |
| Mixed        | Andrew Oates Saffron Morris         | Jamie Alan Noble Ellen Liddle | Scott Oates Sammy Hutt                 |